# Cory Conacher
Cory Conacher (* 14. Dezember 1989 in Burlington, Ontario) ist ein kanadischer Eishockeyspieler, der zuletzt bis zum Ende der Saison 2023/24 bei den Chicago Wolves aus der American Hockey League (AHL) unter Vertrag gestanden und dort auf der Position des linken Flügelstürmers gespielt hat. Conacher ist ein entfernter Verwandter von Lionel Conacher, Charlie Conacher und Roy Conacher.

## Karriere

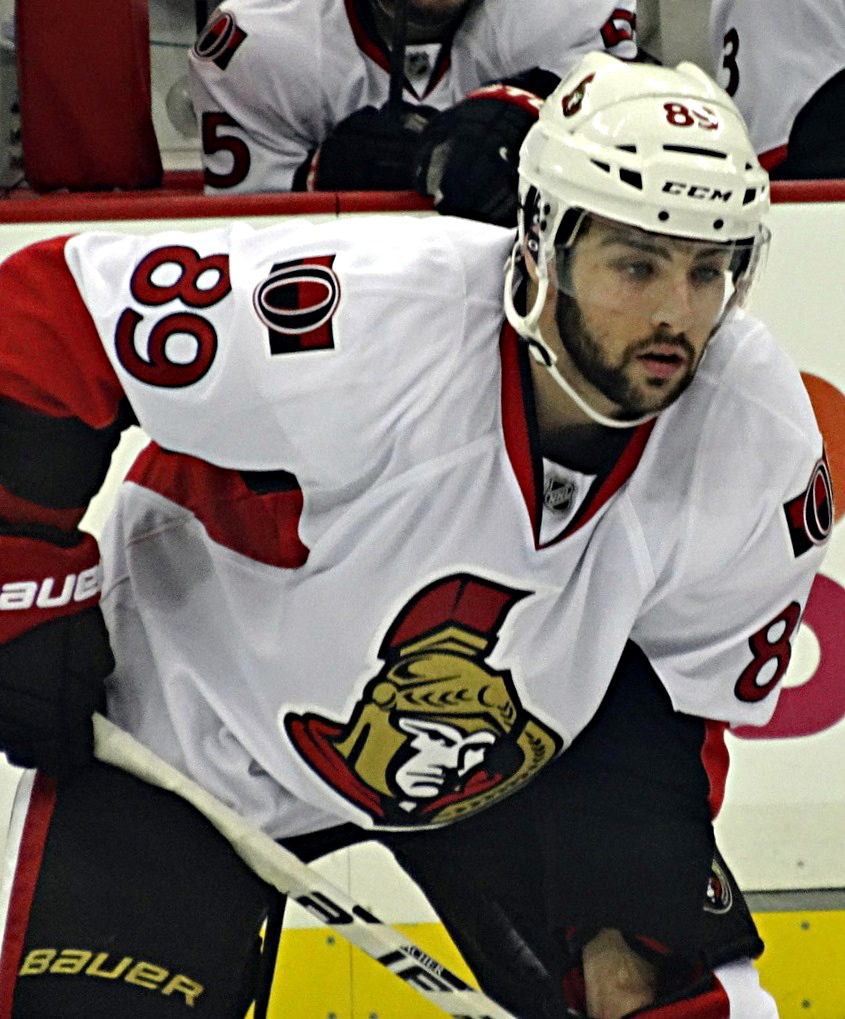
Conacher im Trikot der Ottawa Senators (2013)

Conacher spielte zunächst bis 2007 für die Burlington Cougars aus seiner Geburtsstadt in der Ontario Provincial Junior A Hockey League. Dort erreichte er in der Saison 2006/07 62 Scorerpunkte in 48 Partien. Im Sommer 2007 ging er schließlich ans US-amerikanische Canisius College in Buffalo, wo er parallel für das Eishockeyteam des Colleges in der Atlantic Hockey, einer Division der National Collegiate Athletic Association (NCAA), auflief. Während seiner vierjährigen Tätigkeit absolvierte der Stürmer 129 Spiele für das College und erreichte dabei 147 Scorerpunkte. In der Saison 2010/11 wurde er nach 53 Punkten in 33 Partien zum Spieler des Jahres der Division ernannt. Insgesamt stellte Conacher zwölf Collegerekorde auf, wurde aber in dieser Zeit von keinem Franchise aus der National Hockey League (NHL) gedraftet, obwohl ihn die Anaheim Ducks regelmäßig scouteten.
Ungedraftet wurde Conacher nach Beendigung seiner College-Karriere von den Rochester Americans aus der American Hockey League (AHL) über einen Probevertrag Ende März 2011 verpflichtet. Nach lediglich zwei Einsätzen, in denen ihm ein Tor gelang, trennten sich die Wege der beiden Parteien jedoch wieder. Conacher heuerte daraufhin umgehend bei den Cincinnati Cyclones aus der ECHL an, die ihn nach sieben Punkten aus drei Spielen – darunter ein Vier-Punkt-Spiel im ersten und ein Hattrick im zweiten Spiel – an die Milwaukee Admirals aus der American Hockey League verliehen. In Milwaukee beendete der Flügelstürmer die Spielzeit; sechs Punkte erreichte er dabei in zwölf Begegnungen. Im Juli 2011 nahmen die Norfolk Admirals Conacher unter Vertrag. Seine bei den Cincinnati Cyclones liegenden Vertragsrechte in der ECHL sicherten sich einen Monat später die Florida Everblades, die in einer Kooperation mit den Norfolk Admirals standen. Im September testeten die Tampa Bay Lightning aus der NHL schließlich ihre Erwerbung in der Saisonvorbereitung, wo es Conacher allerdings nicht gelang sich zu empfehlen. Er verbrachte die Spielzeit 2011/12 daraufhin in Norfolk. Im Saisonverlauf nahm er am AHL All-Star Classic teil, nachdem er zu diesem Zeitpunkt alle Rookies der Liga nach Punkten angeführt hatte. Zudem sicherte er sich nach einer hervorragenden Spielzeit mit den Admirals die Macgregor Kilpatrick Trophy als punktbestes Team der Liga in der regulären Saison. Conacher selbst beendete die Spielzeit als zweitbester Scorer aller Spieler hinter Chris Bourque, bester Torschütze unter allen Spielen und bester Scorer unter allen Rookies. Neben Nominierungen für das Second All-Star Team und All-Rookie-Team erhielt er den Les Cunningham Award als wertvollster Spieler, Willie Marshall Award für den besten Torjäger und Dudley „Red“ Garrett Memorial Award als bester Liganeuling. In den Play-offs erreichte der Stürmer im Juni 2012 mit den Admirals zudem die Finalserie um den Calder Cup, den das Team gegen die Toronto Marlies souverän gewann. Bereits am 1. März 2012 war er von den Tampa Bay Lightning für die folgenden zwei Jahre bis zum Sommer 2014 mit einem Vertrag für die NHL und AHL ausgestattet worden.
Conacher wurde eine Stunde vor der Trade Deadline am 3. April 2013 zu den Ottawa Senators transferiert. Dort spielte er bis zum März 2014, ehe er über die Waiver-Liste von den Buffalo Sabres verpflichtet wurde. Diese verlängerten seinen Vertrag nach der Saison 2013/14 nicht, sodass er sich im Juli 2014 den New York Islanders anschloss. Die Islanders tauschten ihn im März gegen Dustin Jeffrey von den Vancouver Canucks, wobei Conacher für deren Farmteam, die Utica Comets, zum Einsatz kam. Bei den Comets erreichte er das Finale um den Calder Cup, unterlag dort jedoch den Manchester Monarchs. Sein auslaufender Vertrag wurde im Anschluss nicht verlängert, sodass Conacher zur Saison 2015/16 erstmals nach Europa zum SC Bern in die Schweizer National League A wechselte. Mit dem SCB wurde er Schweizer Meister 2016.
Im Juli 2016 kehrte er zu den Tampa Bay Lightning in die NHL zurück und unterzeichnete einen Einjahresvertrag. Diese setzten den Angreifer allerdings hauptsächlich in der AHL bei den Syracuse Crunch ein, wo Conacher am Ende der Saison 2016/17 abermals ins AHL Second All-Star Team gewählt wurde. Letztlich verbrachte der Kanadier bis zum Sommer 2020 in der Organisation und spielte dafür hauptsächlich für Syracuse in der AHL. Im Juli 2020 unterzeichnete er einen Dreijahresvertrag beim Lausanne HC, womit er abermals in die Schweiz wechselte. Im Februar 2021 kehrte er zum SC Bern zurück, bei dem er einen Vertrag bis zum Saisonende 2022/23 unterschrieb. Im August 2021 wurde Conacher von Antidoping Schweiz für drei Monate gültig ab dem 5. Mai gesperrt und musste eine Buße von 2.500 Franken bezahlen, weil der an Diabetes Typ 1 leidende Conacher für sein benötigtes Insulin keine gültige Ausnahmebewilligung zu therapeutischen Zwecken während der Saison 2020/21 hatte. Im Februar 2022 wechselte der Kanadier innerhalb der National League auf Leihbasis zum HC Ambrì-Piotta. Der SCB verlängerte seinen auslaufenden Vertrag über den Sommer 2022 hinaus nicht.
Erst im November 2022 erhielt der Kanadier einen Probevertrag bei den Belleville Senators aus der AHL, wo er bis Anfang Januar 2023 aktiv war, in diesem Zeitraum aber lediglich zwei Partien absolviert hatte. Einen Monat später schloss sich der Stürmer daraufhin dem Ligakonkurrenten Charlotte Checkers an. Diesen verließ er aber nur drei Monate später bereits auch wieder und wechselte für die Saison 2023/24 innerhalb der AHL zu den Chicago Wolves.

## Erfolge und Auszeichnungen
| - 2010 AHA Player of the Year - 2010 AHA First All-Star Team - 2011 AHA Second All-Star Team - 2012 Teilnahme am AHL All-Star Classic - 2012 Les Cunningham Award - 2012 Willie Marshall Award - 2012 Dudley „Red“ Garrett Memorial Award - 2012 AHL All-Rookie Team | - 2012 AHL Second All-Star Team - 2012 Calder-Cup-Gewinn mit den Norfolk Admirals - 2015 Spengler-Cup-Gewinn mit dem Team Canada - 2016 Schweizer Meister mit dem SC Bern - 2017 Teilnahme am AHL All-Star Classic - 2017 AHL Second All-Star Team - 2019 Teilnahme am AHL All-Star Classic - 2021 Schweizer Cupsieger mit dem SC Bern |

## Karrierestatistik

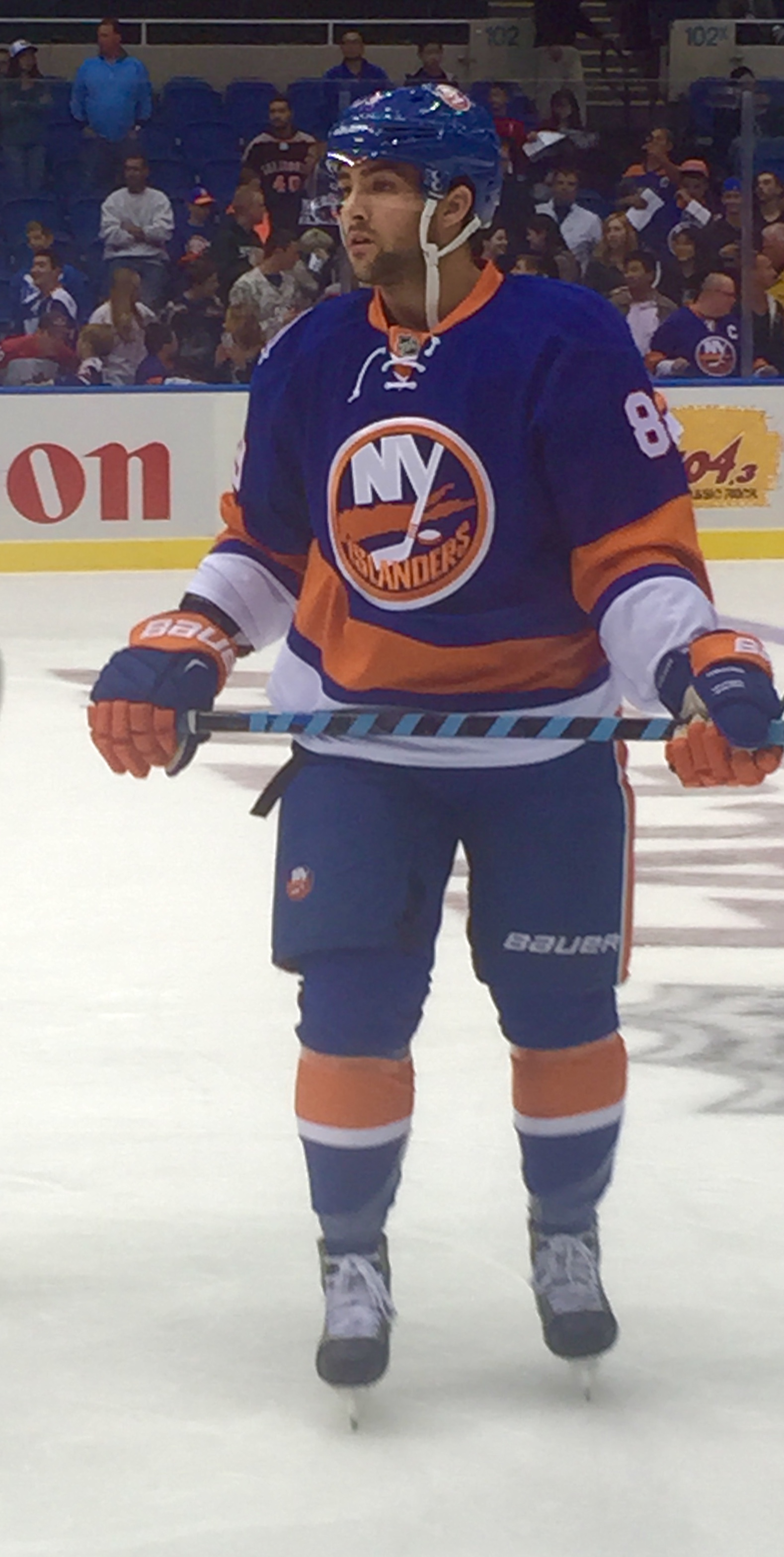
Conacher als Spieler der New York Islanders (2014)

Stand: Ende der Saison 2023/24
(Legende zur Spielerstatistik: Sp oder GP = absolvierte Spiele; T oder G = erzielte Tore; V oder A = erzielte Assists; Pkt oder Pts = erzielte Scorerpunkte; SM oder PIM = erhaltene Strafminuten; +/− = Plus/Minus-Bilanz; PP = erzielte Überzahltore; SH = erzielte Unterzahltore; GW = erzielte Siegtore; 1 Play-downs/Relegation; Kursiv: Statistik nicht vollständig)